# Christian Carl Magnussen
Christian Carl Magnussen (31. august 1821 i Bredsted – 18. juli 1896 i Slesvig by) var en dansk maler. Han var fader til til billedhuggeren Harro Magnussen.
Magnussen besøgte Kunstakademiet i København i årene 1839-1845, hvor han var elev af den klassicistiske billedhugger Herman Wilhelm Bissen. Han kaldte sig dengang for historiemaler. Efter et studieophold i Paris og Rom 1846-1848 tilbragte Magnussen flere år som portrætmaler i Hamborg. 1875 flyttede han til Slesvig, hvor han åbnede en billedskærerskole og restaurerede en række sakrale udskæringer i slesvigske og nordtyske kirker. I 1894 solgte han en stor samling af ældre møbler og kirkeinventar fra sit slesvigske hjemstavn til hertug Ernst August af Cumberland. Senere donerede han samlingen til det danske kongehus, som siden overlod den til Kunstindustrimuseet. I 1974 udlåntes mesteparten af samlingen til museet på Sønderborg Slot .